# Ano-novo
Ano Novo (português europeu) ou ano-novo (português brasileiro), conhecido ainda como ano-bom ou ainda como passagem do ano, é o momento em que um novo ano civil começa e um novo calendário anual é iniciado. Em muitas culturas ao redor do mundo, o evento é comemorado de alguma maneira, principalmente na véspera da data.
É um dos maiores festivais do mundo, principalmente no mundo ocidental e também é celebrado por diversas pessoas de todos os países.

## História
O primeiro dia do ano do calendário gregoriano é 1 de janeiro (dito “dia de ano-novo”), tal como era no calendário romano. Existem inúmeros calendários que permanecem em uso em certas regiões do planeta e que calculam a data do ano-novo de forma diferente. A comemoração ocidental tem origem num decreto do líder romano Júlio César, que fixou o 1º de janeiro como o "dia do ano-novo" em 46 a.C.. Os romanos dedicavam esse dia a Jano, o deus dos portões. O mês de janeiro deriva do nome de Jano, que tinha duas faces (sendo, portanto, bifronte) – uma voltada para frente (visualizando o futuro) e a outra para trás (visualizando o passado). O povo romano era politeísta, ou seja, adorava vários deuses diferentes, e não existe nenhum relato de que o povo judeu que viveu nessa mesma época tenha comemorado o ano-novo, nem tampouco de que os primeiros cristãos o tenham feito.[carece de fontes?]
A ordem dos meses no calendário romano vai de janeiro a dezembro desde o rei Numa Pompilius em cerca de 700 a.C., de acordo com Plutarco e Macróbio. Foi só recentemente que o primeiro dia do mês de janeiro voltou a ser o primeiro dia do ano na cultura ocidental. Até 1751, por exemplo, na Inglaterra e no País de Gales (e em todos os domínios britânicos), o ano-novo começava em 25 de março. Desde então, o 1º de janeiro tornou-se o primeiro dia do ano. Durante a Idade Média, vários outros dias foram diversas vezes considerados como o início do ano civil (1º de março, 25 de março, 1º de setembro, 25 de dezembro). Em muitos países, como República Checa, Brasil, Espanha, Portugal, Itália e Reino Unido, o dia 1º de janeiro é um feriado nacional. (Para obter informações sobre a mudança do calendário juliano para o calendário gregoriano e o efeito sobre a datação de eventos históricos, consulte o verbete Mudança para o calendário gregoriano)
Com a expansão da cultura ocidental para muitos outros lugares do mundo durante séculos recentes, o calendário gregoriano foi adotado por muitos outros países como o calendário oficial e a data de 1º de janeiro tornou-se global para se comemorar o ano-novo, mesmo em países com suas próprias celebrações em outros dias (como Israel, China e Irã).

## Superstições
Existem muitas superstições em torno dessa data. Por exemplo: usar roupa branca, comer sete sementes de romã, comer lentilhas, pular sete ondas no mar, usar lingerie colorida, não comer aves que ciscam para trás, comer doze uvas, etc.